# Peeping Mom
Peeping Mom é o décimo oitavo episódio da vigésima sexta temporada do seriado de animação de comédia de situação The Simpsons, sendo exibido originalmente na noite de 19 de Abril de 2015 pela Fox Broadcasting Company (FOX) nos Estados Unidos.
O episódio foi bem recebido pela crítica de televisão especializada. De acordo com o instituto de mediação de audiências Nielsen, foi assistido por 3,23 milhões de espectadores em sua exibição original e recebeu uma quota de 1.4/4 no perfil demográfico de telespectadores entre os 18 aos 49 anos de idade.

## Enredo
Voltando para casa com Maggie, Marge descobre que uma parte de Springfield foi totalmente destruída, devido a um incidente envolvendo uma escavadeira e uma bola de demolição. O Chefe Wiggum diz que Bart pode ser o culpado, mas ele diz que não estava envolvido no incidente. Isso leva Marge a segui-lo em todos os lugares tentando fazê-lo confessar. No entanto, Bart parece não saber o que Marge está falando e fica frustrado porque ela continua seguindo-o e sendo superprotetora. Marge finalmente se cansa e desiste do plano.
Milhouse mais tarde se encontra com Bart, quando é então revelado que ele foi realmente o culpado. Bart planeja criar um novo incidente com a mesma escavadeira, durante a cerimônia do 50º aniversário do Letreiro de Springfield. Seu plano é derrubar todas as letras exceto "FIE" (vergonha), a fim de criar indignação entre o Prefeito e os moradores. No entanto, durante a cerimônia, quando ele encontra em sua mochila um frango frito que Marge preparou para ele, sua consciência acaba vencendo. Pensando rapidamente, ele altera a brincadeira para que as letras "F" e "D" permaneçam. A multidão interpreta como uma homenagem ao Corpo de Bombeiros de Springfield ("Fire Department") e se mostra aliviada. Bart finalmente admite sua falha para Marge. Chefe Wiggum o prende, mas permite que ele abraça Marge.
Enquanto isso, Homer descobre que Flanders tem uma nova cadelinha chamada Baz. Embora Homer não seja seu dono, ele se une a esse cachorro, ignorando o Ajudante de Papai Noel. Isto entristece Flanders e ele decide dar a cadelinha ao seu vizinho, para desgosto dele e de seus filhos. No entanto, Homer aconselha-o a ficar com ela, uma vez que Flanders será um dono melhor do que ele. Homer explica que nos olhos de Baz ele é apenas outro cão com quem ela pode brincar, e não um dono capaz de cuidar dela.

## Recepção

### Avaliação Crítica
Dennis Perkins, do The A.V. Club, deu ao episódio um B-, dizendo que "o episódio mostra o que acontece quando o show mergulha de volta para o bem sem razões suficientes."

### Audiência
De acordo com o instituto de medição de audiências Nielsen Ratings, o episódio foi visto em sua exibição original por 3,23 milhões de telespectadores, recebendo uma quota de 1,4/4 na demográfica de idades 18-49. O show foi o terceiro mais visto da FOX naquela noite, perdendo para The Last Man on Earth(3,41 milhões) e para Once Bitten(episódio de Family Guy(3,30 milhões).

## Ligações Externas
- "Peeping Mom" (em inglês) no IMDb